# Structube
 (avril 2025).
Structube est un détaillant qui vend des meubles et  accessoires pour la maison de style contemporain . Fondée en 1974, Structube exploite plus de 50 boutiques à travers le Canada. Le siège social et le centre de distribution de Structube sont situés à Montréal, au Québec. La compagnie a plus de 400 employés dans six provinces au Canada.

## Histoire
Fondée en 1974, Structube se spécialise à l'origine dans la fabrication de supports de vêtements tubulaires à l'intention du commerce au détail. Le nom Structube est d'ailleurs dérivé d'une abréviation de «structures tubulaires».
En 1980, Structube ouvre sa première boutique de meubles au détail, au coin des rues Sherbrooke et Parc, au centre-ville de Montréal. Au fil des ans, l'entreprise poursuit son expansion et diversifie sa gamme d'ameublements.
Construit à l'origine en 2006, le centre de distribution actuel passe de 54 000 pi ca à 122 000 pi ca en 2010. Une troisième expansion a lieu en 2013. Le centre de traitement des commandes occupe aujourd'hui 250 000 pi ca.
Le 8 septembre 2012 marque l'ouverture du premier magasin en Alberta. En 2016, Structube prend de l'expansion jusqu'en Colombie-Britannique avec l'ouverture de trois nouvelles adresses.
En mai 2015, Structube lance une plateforme de vente en ligne connectée à un progiciel de gestion intégré (PGI), à un système de gestion d’entrepôt (WMS), ainsi qu’à un système de points de vente (TPV), afin de faciliter la fluidité de l'achat en ligne à sa clientèle canadienne.
En novembre 2015, la compagnie rend son site de commerce en ligne disponible auprès des consommateurs aux États-Unis.

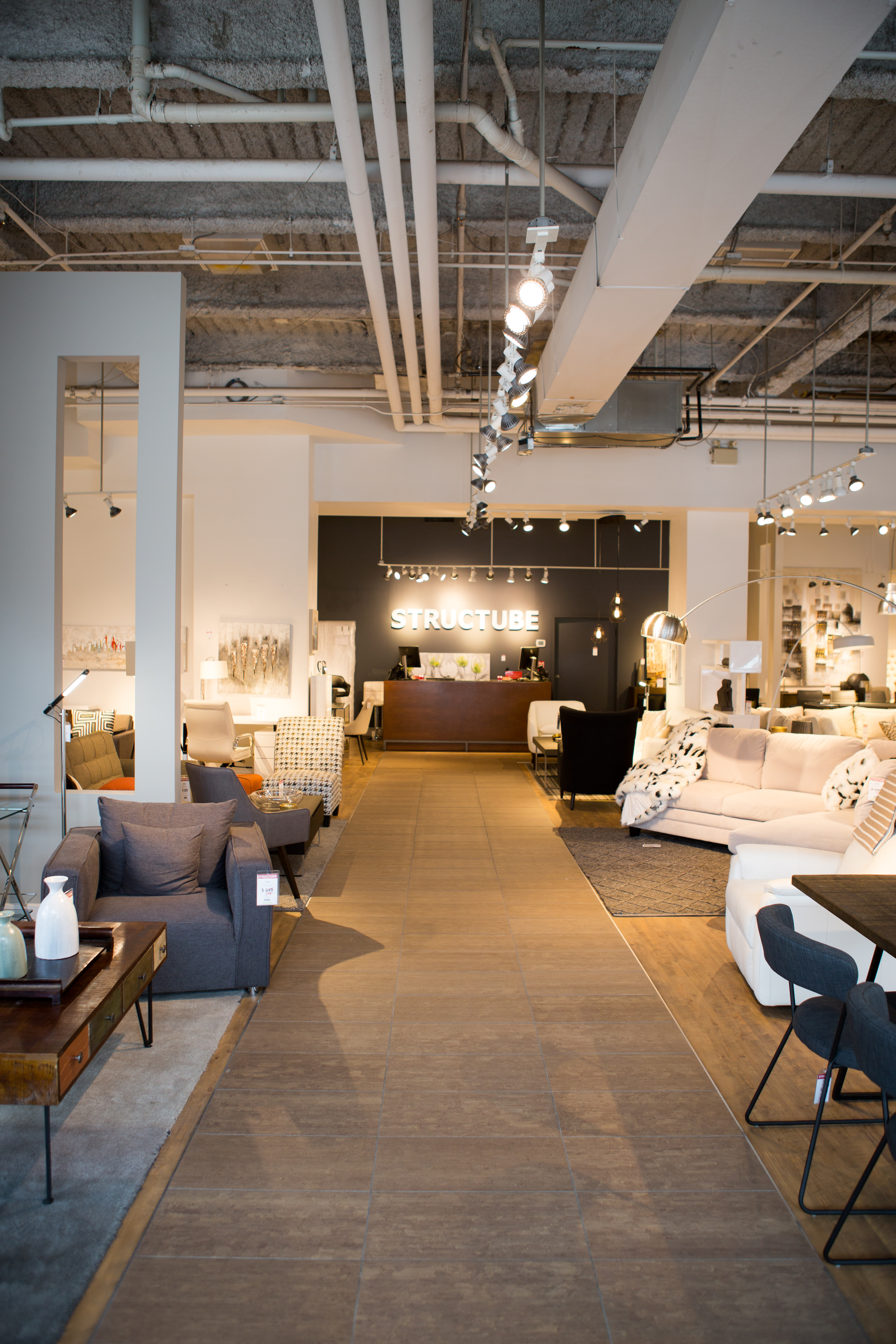
Magasin Structube du quartier Yorkville, à Toronto.

## Controverse
En février 2021, Structube a dû présenter ses excuses et retirer de la vente deux articles à la source de la controverse. Des internautes étaient en colère contre le détaillant pour avoir baptisé deux poubelles aux consonances arabes dont Walid et Wassim.